# Дореулеби
Дореулеби (груз. დორეულები) — село в Грузии, на территории Тианетского муниципалитета края (мхаре) Мцхета-Мтианети.

## География
Село находится в центральной части Грузии, на берегу реки Адзези (правый приток реки Иори), на расстоянии приблизительно 15 километров (по прямой) к юго-юго-востоку от посёлка городского типа Тианети, административного центра муниципалитета. Абсолютная высота — 1026 метров над уровнем моря.

## Население
По результатам официальной переписи населения 2014 года в Дореулеби проживало 69 человек (33 мужчины и 36 женщин). В национальной структуре населения грузины составляли 98,6 %.
| Год  | Население, человек |
| ---- | ------------------ |
| 2002 | 83                 |
| 2014 | ↘ 69               |